# Pieter Cobelens
Pieter Cobelens (Dordrecht, 14 juni 1953) is een Nederlandse generaal-majoor buiten dienst, oud-directeur van de MIVD en mediapersoonlijkheid.

## Carrière
Cobelens was officier bij de Koninklijke Luchtmacht en was als directeur Operaties betrokken bij de inzet van de Nederlandse krijgsmacht in Afghanistan en Irak.
Van 2006 tot 2011 was hij de directeur van de Militaire Inlichtingen- en Veiligheidsdienst (MIVD), waar hij onder criticasters bekend stond als de 'Stalin van de Frederikkazerne’. In 2009 werd Cobelens verdacht van het afluisteren van zijn eigen medewerkers. Onder zijn leiding transformeerde hij de MIVD in een moderne dienst die door de bondgenoten als belangrijke speler wordt beschouwd.

## Na de MIVD
Na zijn tijd bij de MIVD bleef Cobelens zich verder inzetten voor (nationale) cybertechnische veiligheid. Cobelens is gepensioneerd, maar geeft daarnaast ook nog lezingen en adviseert binnen dit vakgebied.
Pieter Cobelens is anno 2024 vooral bekend als regelmatige gast bij televisieprogramma's zoals Vandaag Inside en De Oranjezomer/De Oranjezondag. Hij schuift daar aan bij onderwerpen zoals de oorlog in Oekraïne en de dreiging van het gebruik van nucleaire wapens. In 2023 krijgt Cobelens met Johan Derksen een discussie over het conflict tussen Israël en Palestina waarna geruchten gaan dat Cobelens uit het programma gecanceld is. In maart 2024 gaven de presentator en twee vaste gasten van Vandaag Inside aan dat Cobelens niet was 'gecanceld'. In april 2024 was Cobelens weer te zien in het televisieprogramma.
Cobelens was op 30 mei 2024 te zien in een aflevering van Het Jachtseizoen van StukTV, waar hij Noa Vahle en Merel Ek hielp om uit handen te blijven van Team StukTV.